# Військовий музей Кілкіса

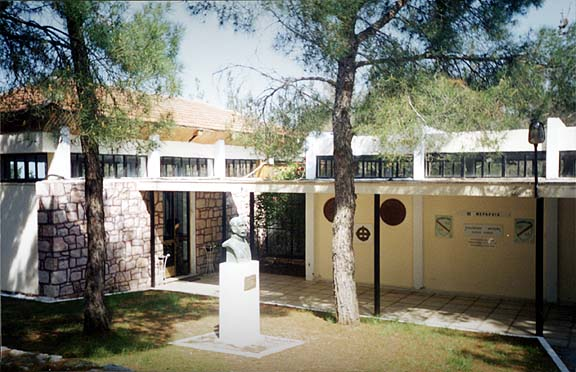
Зовнішній вигляд музею

Військовий музей (грец. Πολεμικό Μουσείο) — військовий музей у грецькому місті Кілкіс, Центральна Македонія, створений в ознаменування битви та перемоги грецької армії над болгарською під Кілкісом в 1913, під час Другої Балканської війни. Музей створений Генштабом грецької армії в 1966 . Розташовується за три кілометри від центру міста, на пагорбі Героїв, де сталася битва 19-21 червня 1913. На пагорбі також встановлені пам'ятник та бюсти героїв бою . Найзначнішими його експонатами є прапори дивізій і полків, які взяли участь у битві та шпага і бінокль героя битви полковника Антоніса Кампаніса, який загинув у бою. Серед експонатів — зброя та медалі грецької та болгарської армій, мундири грецької армії зразка 1913 року та особисті речі загиблих солдатів. Виставлені також картини, літографії та фотографії пов'язані з битвою .

## Галерея

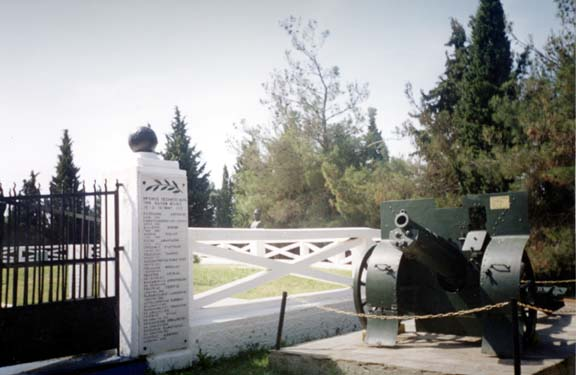
Артилерія Балканських воєн
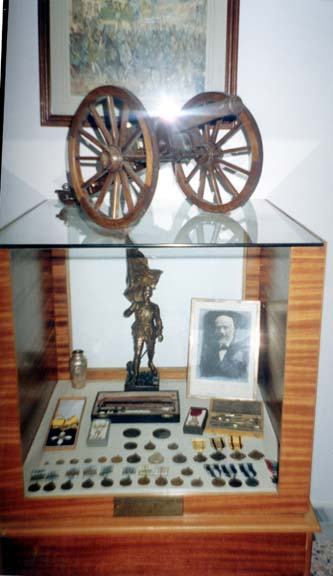
Медалі Балканських воєн
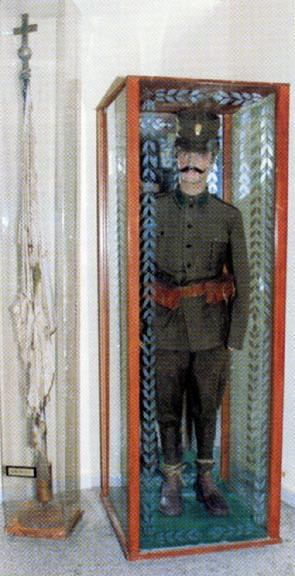
Грецький мундир 1913 року